# Ernesto Lecuona
Ernesto Sixto de la Asunción Lecuona Casado (Guanabacoa, 6 de agosto de 1895 – Santa Cruz de Tenerife, 29 de novembro de 1963) foi um pianista e compositor cubano.
Era irmão de Ernestina Lecuona Casado.

## Biografia
Filho de um jornalista espanhol radicado em Cuba, começou a estudar piano com sua irmã, Ernestina. Foi uma criança prodígio. Realizou seu primeiro recital aos cinco anos de idade, e aos treze, compôs sua primeira marcha, intitulada Cuba y América.

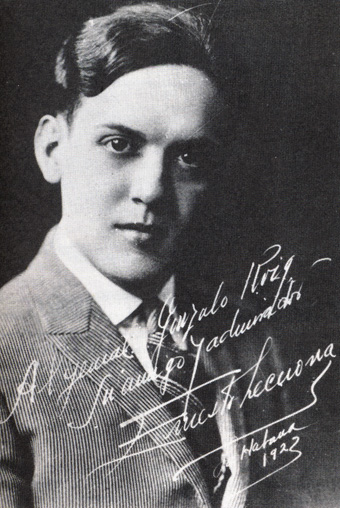
Foto de Lecuona (1922) com dedicatória a Gonzalo Roig

Estudou música no Peyrellade Conservatoire, com Antonio Saavedra e Joaquín Nin. Graduou-se no Conservatorio Nacional de la Habana  e, aos dezesseis anos, conquistou uma medalha de ouro por sua interpretação. Fora de Cuba, começou sua carreira em (Nova York) e continuou seus estudos na França, com Maurice Ravel. Lecuona foi  o introdutor da orquestra latina nos Estados Unidos da América.
Junto a Gonzalo Roig e Rodrigo Prats, formou um dos mais importantes trios de orquestra, especialmente da zarzuela, o estilo mais significativo na carreira de Lecuona.
Entre suas obras, destacam-se Canto Siboney, Damisela Encantadora, Diablos y Fantasías, El Amor del Guarachero, El Batey (1929), El Cafetal, El Calesero, El Maizal, La Flor del Sitio, Tierra de Venus (1927), María la O (1930) e Rosa la China (1932); as canções Canto Carabalí, La Comparsa e Malagueña (1933), pertencente a Andalucía; Danza de los Ñáñígos e Danza Lucumí; a óperaEl Sombrero de Yarey,  a Rapsodia Negra para piano e orquesta, assim como sua Suite Española.
Morreu em Santa Cruz de Tenerife,  nas Ilhas Canérias, durante uma vista à antiga moradia de seus pais. Seu túmulo localiza-se no cemitério Gate of Heaven, em Hawthorne, Nova York.

## Homenagem póstuma
Ernesto Lecuona tornou-se personagem do romance  La isla de los amores infinitos  (Grijalbo, 2006), da escritora cubana Daína Chaviano.  Também a  epígrafe do livro  ("Estás en mi corazón, aunque estoy lejos de ti") é o verso inicial de canção  "Siempre En Mi Corazón", uma de   composições mais conhecidas de Lecuona.

## Trilhas sonoras
- Under Cuban Skies, MGM (1931)
- Free Soul, MGM (1931)
- Susana Lenox, MGM (1931)
- Pearl Harbor, MGM
- La Cruz y La Espada, MGM
- Always in My Heart, Warner Bros. (1942)
- One More Tomorrow, Warner Bros. (1946)
- Carnival in Costa Rica, 20th Century Fox (1947)
- Maria La O (Película Mexicana)
- Adiós, Buenos Aires (Película Argentina)
- La Última Melodía (Película Cubana)
- 2046 (2004) (Película China)
- La Isla (2005)
- fresa y chocolate pelicula cubana (1993)

## Música (seleccionada)
Para Piano
- - Suite Andalucía
    - Córdova/Córdoba
    - Andaluza
    - Alhambra
    - Gitanerías
    - Guadalquivir
    - Malagueña

  - San Francisco El Grande
  - Ante El Escorial
  - Zambra Gitana
  - Aragonesa
  - Granada
  - Valencia Mora
  - Aragón

Valsas
- - Si menor (Rococó)
  - La bemol
  - Apasionado
  - Crisantemo
  - Vals Azul
  - Maravilloso
  - Romántico
  - Poético

Outras canções
- - Zapateo y Guajira
  - Rapsodia Negra
  - Canto del Guajiro
  - La Habanera
  - Tres miniaturas
  - Polichinela
  - Bell Flower
  - Cajita de música
  - Mazurka en glissado
  - Preludio en la noche
  - Diario de un niño
  - Yumurí
  - Zenaida
  - Benilde
  - No me olvides
  - Melancolía
  - Orquídeas
  - La primera en la frente
  - La Comparsa
  - El tanguito de mamá (también llamada A la antigua)
  - La danza interrumpida
  - La mulata
  - Arabesque
  - Ella y yo
  - La Cardenense
  - Al fin te vi
  - Impromptu
  - Los Minstrels
  - Gonzalo, ¡no bailes más!
  - ¡Que risa me da! Mi abuela bailaba así
  - ¡No hables más!
  - No puedo contigo
  - ¡Echate pa'llá María!
  - Ahí viene el chino
  - ¿Por qué te vas?
  - Lola está de fiesta
  - En tres por cuatro
  - Danza Lucumí
  - ¡Y la negra bailaba!
  - La conga de medianoche
  - Danza de los Ñáñigos
  - Yo soy así
  - Pensaba en ti
  - Dame tu amor
  - Amorosa
  - Mis tristezas
  - Como baila el muñeco
  - Futurista
  - Burlesca
  - Mientras yo comía maullaba el gato
  - La 32
  - ¡Y sigue la lloviznita!
  - El miriñaque
  - Eres tú el amor
  - Andar
  - Muñequita
  - Tú serás
  - Negrita
  - Aquí está
  - Melancolía
  - Lloraba en sueños
  - Negra Mercé
  - La negra Lucumí